# Estação Pumacahua
A Estação Pumacahua é uma das estações do Metrô de Lima, situada em Lima, entre a Estação Parque Industrial e a Estação Villa María. Administrada pela GyM y Ferrovías S.A., faz parte da Linha 1.
Foi inaugurada em 11 de julho de 2011. Localiza-se no cruzamento da Avenida La Unión com a Rua Pedro Ruiz Gallo e a Rua E. Aguirre. Atende o distrito de Villa El Salvador.